# Terrence Wilcutt
Terrence Wade Wilcutt (Russellville, 31 de outubro de 1949) é um coronel dos marines e um astronauta dos Estados Unidos. Veterano de quatro missões no espaço, ele é o atual vice-diretor do departamento de segurança de missão no Centro Espacial Lyndon Johnson, em Houston.
Formado em Matemática, deu aula em escola secundária durante dois anos, até entrar para o Corpo de Fuzileiros Navais dos Estados Unidos, onde treinou e se graduou como piloto de caça F-18. Nos anos seguintes, trabalhou em programas secretos de aviões no Centro Naval de Teste de Aeronaves.

## NASA
Em 1990, ele foi selecionado como astronauta pela NASA, indo ao espaço pela primeira vez  como piloto da missão STS-68 Endeavour, em outubro de 1994. STS-79 Atlantis, em setembro de 1996, foi sua segunda missão, também como piloto, e a quarta missão conjunta russo-americana Mir-NASA. Com a duração de dez dias, a missão se acoplou com a estação orbital russa, onde fez pela primeira vez uma troca de astronautas habitantes, deixando em órbita John Blaha e trazendo de volta Shannon Lucid, a primeira mulher norte-americana a cumprir uma permanência prolongada na Mir.
Em 22 de janeiro de 1998, ele teve seu primeiro comando, ao voltar pela terceira vez ao espaço, na nave Endeavour, missão STS-89, outra viagem à Mir. Durante oito dias a tripulação transferiu hardware logísticos, equipamento científico e água, e fez outra troca de astronautas-habitantes.
Sua última missão, a mais longa, foi como comandante da STS-106 Atlantis em setembro de 2000. Durante doze dias, a tripulação - formada por cinco astronautas e dois cosmonautas - esteve acoplada à Estação Espacial Internacional, preparando-a para a chegada da Expedição 1, a primeira tripulação de longa permanência na estação.
Com suas quatro missões completadas, Wilcutt tem acumuladas 1.006 horas no espaço.